# Thomas Birnstiel
Thomas Birnstiel (* 1978 in München) ist ein deutscher Schauspieler.

## Leben
Thomas Birnstiel, der bereits mit 14 Jahren Schauspieler werden wollte, wirkte während seiner Schulzeit auf dem Gymnasium mehrere Jahre im Schultheater mit. Nach seinem Abitur und dem Zivildienst absolvierte er von 1999 bis 2003 sein Schauspielstudium an der Hochschule für Schauspielkunst „Ernst Busch“ in Berlin. Es folgten erste Engagements am Staatstheater Braunschweig (2003, als Gymnasiast Georg Zirschnitz in Frühlings Erwachen) und am Prinzregententheater (München 2003; als Schreiber Licht in Der zerbrochne Krug, Regie: Michael Lerchenberg).
Ab 2003 war er festes Ensemblemitglied der Wuppertaler Schauspielbühnen, wo er u. a. die Titelrollen in Hamlet und Peer Gynt spielte. Mit Beginn der Spielzeit 2007/08 wechselte er als festes Ensemblemitglied an das Badische Staatstheater Karlsruhe.
Von der Spielzeit 2011/12 bis zum Spielzeitende 2014/15 gehörte Thomas Birnstiel dann zum Schauspielensemble des Theaters Regensburg. Zu seinen Bühnenrollen dort gehörten u. a. Florian in Der Brandner Kaspar und das ewig’ Leben, Brighella in Der Diener zweier Herren, Graf Paris in Romeo und Julia, Demetrius in Ein Sommernachtstraum, Graf von Moor/Schwarz in Die Räuber, Kapitän Horster in Ein Volksfeind und der Norman in Ladies’ Night. Am Theater Regensburg spielte er in der Spielzeit 2013/14 und 2016 (als Gast) den stotternden König Bertie (Georg VI.) in dem Theaterstück The King’s Speech.
Seit 2015 ist er freischaffend im Bereich Theater, Film und Fernsehen tätig. In der Spielzeit 2015/16 gastierte er am Theater Regensburg als Gutsbesitzer Timofej Gordejewitsch Bugrow in Platonow.
Im Fernsehen hatte er zahlreiche Nebenrollen, hauptsächlich in Produktionen des Bayerischen Fernsehens und des ZDF, wobei er häufig Charaktere mit süddeutschem, oberbayerischem oder österreichischem Hintergrund verkörperte.
In den Kommissar Pascha-Filmen, die im März 2017 erstausgestrahlt wurden, hatte er, an der Seite von Tim Seyfi und Michael A. Grimm, eine Nebenrolle als durch seine grantelnden, rassistischen Bemerkungen negativ auffallender Kommissar Herkamer. Er spielte u. a. in den Serien München 7 (2014–2015, als Spezialist Kurt), Die Rosenheim-Cops (2015, als tatverdächtiger, vor kurzem aus der Haft entlassener Monteur), SOKO Kitzbühel (2017, als zwielichtiger Hotelangestellter) und Um Himmels Willen (2017, als potentieller Erbe, an der Seite von Janna Striebeck). 
In der 17. Staffel der ZDF-Krimiserie Die Rosenheim-Cops (2017) war Birnstiel in einer Episodennebenrolle als Geselle und Mitarbeiter eines Säcklermeisters zu sehen. In der 19. Staffel der ZDF-Serie Die Rosenheim-Cops übernahm Birnstiel ab März 2020 die Rolle des Aushilfskommissars Theo Aubinger aus Berchtesgaden, die er auch in der 20. Staffel (ab Oktober 2020) wieder spielte.
In der ZDF-Fernsehreihe Frühling ist er seit 2023 in einer durchgehenden Nebenrolle als Dorfpolizist Charly zu sehen.
Neben seiner Arbeit als Schauspieler ist Birnstiel regelmäßig für den Bayerischen Rundfunk (Bayern 2 Radio Wissen), Sky und andere Unternehmen als Rundfunk- und Voiceoversprecher tätig. Gelegentlich arbeitet er auch als Synchronsprecher. Er war außerdem Dozent für die Fächer „Improvisation, Rolle und Ensemble“ an der Akademie für Darstellende Kunst Bayern.
Birnstiels Urgroßonkel war der böhmische Geigenbauer Georg Winterling. Birnstiel lebt in München.

## Filmografie (Auswahl)
- 2003: Der zerbrochne Krug (Theateraufzeichnung)
- 2009: Tatort: Altlasten (Fernsehreihe)
- 2013: Der Bergdoktor (Fernsehserie, Folge Lügen und Wahrheiten)
- 2014–2015: München 7 (Fernsehserie, Serienrolle)
- 2015: Die Rosenheim-Cops (Fernsehserie, Folge Vergiftetes Glück)
- 2016: Kommissarin Lucas – Kreuzweg (Fernsehreihe)
- 2016–2017: Hammer & Sichl (Fernsehserie, Serienrolle)
- 2017: SOKO Kitzbühel (Fernsehserie, Folge Trauerreden)
- 2017: Kommissar Pascha: Bierleichen (Fernsehreihe)
- 2017: Um Himmels Willen (Fernsehserie, Folge Meinhardts letzter Wille)
- 2017: Die Rosenheim-Cops (Fernsehserie, Folge Tote Hose)
- 2018: SOKO Wismar (Fernsehserie, Folge Aus Liebe)
- 2020: Die Rosenheim-Cops (Fernsehserie, Folgen Bloß keine Umstände, Ein echtes Traumpaar, Tod im Reisebus)
- 2020: Das Tal der Mörder (Fernsehfilm)
- 2021: Stadtkomödie – Die Lederhosenaffäre (Fernsehreihe)
- seit 2023: Frühling (Fernsehreihe, Seriennebenrolle)
- 2024: Die Rosenheim-Cops (Fernsehserie, Folge Eine Nacht im Wald)
- 2025: Watzmann ermittelt (Fernsehserie, Folge Blinde Wut)